# کوسه‌های پرستار
کوسه‌های پرستار (نام علمی: Ginglymostomatidae) نام یک تیره از راسته کوسه‌نهنگ‌سانان است.